# جولان کلیبر-کنتسک
جولان کلیبر-کنتسک (انگلیسی: Jolán Kleiber-Kontsek؛ زادهٔ ۲۹ august ۱۹۳۹ (۸۵ سال)) ورزشکار دو و میدانی اهل مجارستان است.
وی در مسابقات کشوری و بین‌المللی در مجموع برندهٔ ۱ مدال طلا، ۱ مدال برنز شده‌است.